# Rubus leucodermis
Espèce
Classification phylogénétique
Rubus leucodermis, dont le fruit est appelé framboise bleue, est une espèce de plantes à fleurs du genre Rubus (les ronces) et de la famille des Rosaceae. Elle est très proche du framboisier, mais ses fruits sont bleu sombre. 

## Utilisation
Particulièrement odorantes, ses feuilles peuvent entrer dans la composition du milk-shake traditionnel ou de tout autre dessert lacté[réf. nécessaire].
On l'utilise en confiserie, notamment pour la préparation de certaines barbotines.

## Répartition
La framboise bleue est originaire de l'Ouest de l'Amérique du Nord.

## Notes

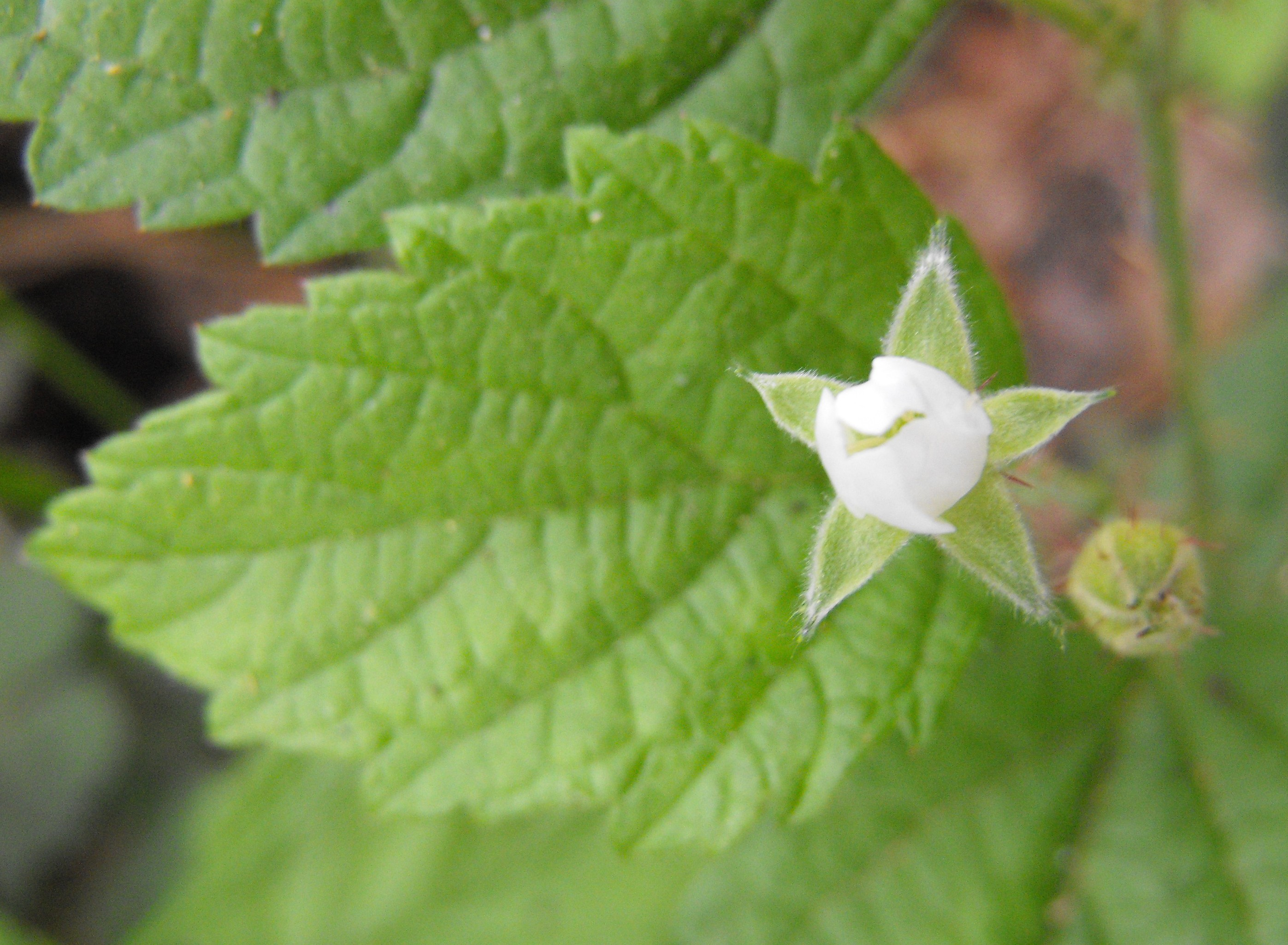
Fleur de Rubus leucodermis